# Лиуелин Велики
Лиуелин Велики (на уелски: Llywelyn Fawr, [ɬəˈwɛlɨn]), пълно име Лиуелин аб Иоруерт (Llywelyn ab Iorwerth), (ок. 1173 – 11 април 1240) е принц на Гуинед в северен Уелс и впоследствие де факто владетел на по-голямата част от Уелс. Понякога е наричан Лиуелин I Уелски. Чрез съчетания на война и дипломация той доминира Уелс за четиридесет години и е един от двамата уелски владетели, наречени „Велики“.
Основната резиденция и двор на Лиуелин е в Гарт Селин на северния бряг на Гуинед, между Бангор и Конуи над пристанището Ланфаес; той има също ловджийска хижа във възвишенията на Трефриу. През целия тринадесети век до завоюването от Едуард I Гарт Селин е столицата на Уелс. Част от средновековните сгради са останали и до днес.
По време на детството на Лиуелин Гуинед е управляван от двама от чичовците му, които разделят кралството помежду си след смъртта на дядото на Лиуелин, Оуайн Гуинед през 1170 г. Лиуелин има силни основания да бъде законният владетел и предприема кампания за спечелване на властта в ранна възраст. До 1200 г. е станал единствен владетел на Гуинед и сключва договор с крал Джон Безземни през същата година. Отношенията на Лиуелин с Джон остават добри за следващите десет години. Той се оженва за дъщерята на Джон Джоан през 1205 г. и когато Джон арестува Гуенуинуин аб Оуайн от Поуис през 1208 г., Лиуелин се възползва от възможността да завземе Южен Поуис. През 1210 взаимоотношенията се влошават и Джон напада Гуинед през 1211 г. Лиуелин е принуден да иска условия за мир и да предаде всички земи източно от р. Конуи, но успява да си ги възвърне през следващата година в съюз с други уелски принцове. Той се съюзява с бароните, които принуждават Джон да подпише Магна Харта през 1215 г. През 1216 г. Лиуелин вече е доминиращата сила в Уелс, свиквайки съвет в Абердифи през същата година за разпределение на земи на другите принцове.
След смъртта на крал Джон Лиуелин сключва Договорът от Уърстър с неговия наследник Хенри III през 1218 г. През следващите петнайсет години Лиуелин често е въвлечен в боеве с лордове от Уелската марка и понякога с краля, но също сключва съюзи с няколко големи сили в Марката. Мирът от Мидъл през 1234 година поставя край на военната карира на Лиуелин, след като договореното двугодишно примирие се продължава година след година за остатъка от царуването му. Той поддържа позицията си в Уелс до смъртта си през 1240 г. и е наследен от сина си Дафид ап Лиуелин.